# Monstrosity
|  | Denne artikel er oprettet af botten Steenthbot ud fra en ekstern database. Den kan derfor have sproglige fejl eller mangler. Denne skabelon kan fjernes efter kontrol af indholdet. |

Monstrosity er en dansk spillefilm fra 2014 instrueret af Kasper Juhl efter eget manuskript.

## Medvirkende
- Kasper Juhl, Kevin
- Ellen Abrahamson
- Anne Sofie Adelsparre
- Rose Milling, Nord
- Martin Stoltenborg, Anders
- Veronica Luna Coltella, Kvinde til fest
- Nina Grønbech, Kvinde til fest
- Lina Nemi Nielsen
- Sara Falkenstrøm Maj